# Maladie de Lhermitte-Duclos
 Mise en garde médicale
La maladie de Lhermitte-Duclos (MLD), également appelée gangliocytome dysplasique du cervelet (GDC), est une tumeur rare et à croissance lente du cervelet. Il s'agit d'un gangliocytome parfois considéré comme un hamartome, caractérisé par une hypertrophie diffuse de la couche granulaire du cervelet. Cette pathologie est souvent associée au syndrome de Cowden. Elle a été décrite par Jacques Jean Lhermitte et P. Duclos en 1920.

## Signes et symptômes
Les principaux signes et symptômes cliniques comprennent[réf. nécessaire] :
- mal de tête
- troubles du mouvement
- tremblements
- troubles visuels
- EEG anormal
- Diplopie

Les patients atteints de la maladie de Lhermitte-Duclos et du syndrome de Cowden peuvent également présenter de multiples excroissances cutanées. La tumeur, bien que bénigne, peut provoquer des lésions neurologiques, notamment des mouvements anormaux.
La microscopie de la maladie de Lhermitte-Duclos montre les caractéristiques suivantes :
1. Feuilles cérébelleuses circonscrites élargies
2. La couche granuleuse interne est focalement indistincte et occupée par de grandes cellules ganglionnaires
3. Pistes myélinisées dans la couche moléculaire externe
4. La substance blanche sous-jacente est atrophique et gliotique

## Physiopathologie
Dans la maladie de Lhermitte-Duclos, l'architecture normale du cortex cérébelleux est altérée, donnant lieu à la formation d'un hamartome dans les hémisphères cérébelleux. Les tumeurs se localisent généralement dans l'hémisphère cérébelleux gauche et sont composées de cellules ganglionnaires hypertrophiées et anormales, présentant une certaine similitude avec les cellules de Purkinje. Cette pathologie s'accompagne d'une réduction de la quantité de substance blanche dans le cervelet. À l'instar du syndrome de Cowden, les patients atteints de la maladie de Lhermitte-Duclos présentent fréquemment des mutations dans les enzymes impliquées dans la voie de signalisation Akt/PKB, qui régule la croissance cellulaire. Une mutation du gène PTEN, situé sur le chromosome 10q, entraîne une activation accrue des voies AKT et mTOR. Il est recommandé de tester ces mutations chez les patients, car elles pourraient les prédisposer à d'autres tumeurs ou cancers dans différentes parties du corps.

## Traitement
Aucun traitement n'est requis pour les patients asymptomatiques. En revanche, ceux qui présentent des symptômes peuvent bénéficier d'une réduction chirurgicale de la tumeur. Une ablation complète n'est généralement pas indispensable et peut s'avérer complexe en raison de la localisation de la tumeur[réf. nécessaire].

## Épidémiologie
La maladie de Lhermitte-Duclos est une affection rare, avec environ 222 cas documentés dans la littérature médicale. Les symptômes de la maladie apparaissent généralement entre la troisième et la quatrième décennie de vie, bien qu'elle puisse survenir à tout âge. La maladie affecte autant les hommes que les femmes, sans présenter de prédilection géographique particulière.

## Histoire
La maladie a été décrite pour la première fois en 1920 par Lhermitte et Duclos.